# Trichostomum lorifolium
Trichostomum lorifolium är en bladmossart som beskrevs av Brotherus och Jean Édouard Gabriel Narcisse Paris 1904. Trichostomum lorifolium ingår i släktet lansettmossor, och familjen Pottiaceae. Inga underarter finns listade i Catalogue of Life.